# São Mateus do Maranhão (ort)
São Mateus do Maranhão är en ort i Brasilien.   Den ligger i kommunen São Mateus do Maranhão och delstaten Maranhão, i den nordöstra delen av landet, 1 400 km norr om huvudstaden Brasília. São Mateus do Maranhão ligger 47 meter över havet och antalet invånare är 28 233.
Terrängen runt São Mateus do Maranhão är platt.
Omgivningarna runt São Mateus do Maranhão är huvudsakligen savann. Runt São Mateus do Maranhão är det ganska glesbefolkat, med 47 invånare per kvadratkilometer.